# Iriri
L'Iriri è un fiume del brasiliano, affluente di sinistra dello Xingu, che attraversa lo Stato di Pará.
Con una lunghezza totale di 1300 km il fiume Iriri si colloca al 116º posto nella lista dei fiumi più lunghi del mondo (a pari merito col fiume Krishna, in India) e al 15º posto nei fiumi più lunghi del Brasile. Le acque a monte del fiume sono la casa della tribù brasiliana dei Panarà tra cui i Wokarangma.